# Rhipidia (Rhipidia) eremnoptera
Rhipidia (Rhipidia) eremnoptera is een tweevleugelige uit de familie steltmuggen (Limoniidae). De soort komt voor in het Neotropisch gebied.